# Peugeot Partner
Peugeot Partner er en bilmodel fra den franske bilfabrikant Peugeot, som er blevet fremstillet i tre generationer siden 1996.

## Partner/PartnerOrigin(1996−2009)
Partner findes som Leisure activity vehicle og kassevogn, og er næsten identisk med Citroën Berlingo. Forskellen mellem de to bilmodeller består hovedsageligt i indtrækkets design og udvalget af ekstraudstyr.
Modellen vandt i 1997 titlen Van of the Year sammen med søstermodellen fra Citroën. I Italien sælges Partner under navnet Peugeot Ranch.
Første generation, som kom på markedet i juli 1996, fandtes med firecylindrede rækkemotorer på 44 kW (60 hk), 55 kW (75 hk), 66 kW (90 hk) og 80 kW (109 hk) (benzin) hhv. 50 kW (68 hk) og 66 kW (90 hk) (diesel). Bagagerummet kunne rumme 624 liter.
- Bagfra
- Peugeot Partner kassevogn
(1996–2003)

I starten af 2003 fik Partner et facelift med modificeret front og forlygter. Samtidig introducerede Peugeot offroadudgaven Escapade, som i forhold til standardmodellen havde øget frihøjde og var forsynet med underkøringsbeskyttelse for motor og drivlinje såvel som beskyttelsesgitter til forlygterne. Versionen Grande Escapade havde derudover automatisk spærredifferentiale (75 %).
Frem til år 2008 blev der i hele Europa solgt 570.000 eksemplarer, hvilket gjorde Partner til klassens mest solgte bilmodel. Efter introduktionen af efterfølgeren Partner Tepee blev modellen solgt under navnet Partner Origin.
Produktionen af Partner Origin blev indstillet i efteråret 2009, mens Escapade udgik allerede i foråret 2008.
- Peugeot Partner
(2003–2009)
- Bagfra
- Peugeot Partner Grande Escapade (2003–2008)

### Sikkerhed
Det svenske forsikringsselskab Folksam vurderer flere forskellige bilmodeller ud fra oplysninger fra virkelige ulykker, hvorved risikoen for død eller invaliditet i tilfælde af en ulykke måles. I rapporterne Hur säker är bilen? er/var Partner i årgangene 1996 til 2008 klassificeret som følger:
- 2007: Mindst 20 % bedre end middelbilen (Citroën Berlingo)[4]
- 2009: Som middelbilen (Citroën Berlingo)[5]
- 2011: Som middelbilen (Citroën Berlingo)[6]
- 2013: Som middelbilen[7]
- 2015: Som middelbilen[8]
- 2017: Som middelbilen[9]
- 2019: Mindst 20 % bedre end middelbilen[10]

### Peugeot Partner electric/First Electric
Peugeot udstyrede i 1990'erne talrige biler med eldrift. Bilerne var forsynet med jævnstrømsmotorer. Batterierne var nikkel-cadmium-akkumulatorer fra firmaet Saft.
I 2010 vandt firmaet Venturi et udbud fra det franske postvæsen vedrørende anskaffelse af elbiler. Venturi monterede i Peugeot Partner/Citroën Berlingo en asynkronmotor med 42 kW (57 hk) og 180 Nm, og en ZEBRA-akkumulator.

## PartnerTepee(2008−2018)
Den anden generation af Partner kom på markedet den 5. maj 2008 under navnet Tepee. Bilen udmærkede sig frem for alt gennem de ulakerede kofangere, som gav den et SUV-lignende udseende. Partner Tepee blev ligesom forgængeren produceret i spanske Vigo.
Partner Tepee var bygget på samme platform som Citroën C4 og Peugeot 308, ligesom den identiske Citroën Berlingo II. Modellen fandtes som Leisure activity vehicle i én længde såvel som kassevogn i to forskellige længder. Akselafstanden var den samme på begge modeller.
Personbilsudgaven fandtes med seks forskellige motorer, heraf tre benzinmotorer på 1,6 liter med 66 kW (90 hk), 80 kW (109 hk) hhv. 88 kW (120 hk). Derudover fandtes der tre dieselmotorer, hvoraf de to stærkeste fra fabrikken var udstyret med partikelfilter. De var alle på 1,6 liter, men havde forskellig effekt på grund af ændringer i motorstyringen og ydede 55 kW (75 hk), 66 kW (90 hk) hhv. 80 kW (109 hk).
Varebilsudgaven fandtes derimod kun med 1,6-liters benzinmotoren med 66 kW (90 hk) og to dieselmotorer. De havde ikke partikelfilter, men havde dog stadig fire cylindre og et slagvolume på 1,6 liter. De ydede 55 kW (75 hk) hhv. 66 kW (90 hk).
Bagagerummet i personbilsudgaven kunne med normal sædekonfiguration rumme 505 liter. Gennem fremklapning af anden sæderække kunne kapaciteten øges til 3000 liter. Lastrummet i varebilsudgaven var 3300 liter stort.
- Bagfra
- Peugeot Partner Tepee Outdoor
(2008–2012)
- Bagfra

I april 2012 blev Partner teknisk såvel som optisk let modificeret. Nu blev forlygterne let afrundede og logoet anbragt på motorhjelmen. LED-dagkørelyset var på de højere udstyrsvarianter monteret under forlygterne, og varebilsudgaven kunne nu også fås med den fra Tepee kendte 1,6-liters dieselmotor med 80 kW (109 hk).
- Peugeot Partner Tepee
(2012–2015)
- Bagfra
- Peugeot Partner kassevogn
 (2012–2015)
- Bagfra

Fra september 2014 kunne varebilsudgaven også leveres i en eldrevet version.
- Peugeot Partner Electric

I 2015 fik Partner et yderligere facelift, hvor frontdesignet blev tilpasset Peugeots aktuelle designlinje. Derudover blev der som ekstraudstyr indført et infotainmentsystem med 7-tommers touchscreen, en city-nødbremseassistent, et bakkamera samt parkeringssensorer fortil. Motorerne opfyldt nu Euro6-normen.
- Peugeot Partner (2015−2018)

### Motorer
| Motorer            | Motorer  | Motorer    | Motorer                            | Motorer                    | Motorer    | Motorer  | Motorer         |
| ------------------ | -------- | ---------- | ---------------------------------- | -------------------------- | ---------- | -------- | --------------- |
| Model              | Cylindre | Slagvolume | Effekt                             | Moment                     | 0–100 km/t | Topfart  | Byggeperiode    |
| Benzin             |          |            |                                    |                            |            |          |                 |
| 90                 | 4        | 1587 cm³   | 66 kW (90 hk) ved 5800 omdr./min.  | 132 Nm ved 2500 omdr./min. | 16,7 sek.  | 159 km/t | 05/2008–07/2010 |
| 110                | 4        | 1587 cm³   | 80 kW (109 hk) ved 5800 omdr./min. | 147 Nm ved 4000 omdr./min. | 14,0 sek.  | 169 km/t | 05/2008–11/2009 |
| 1.6 VTi 98         | 4        | 1598 cm³   | 72 kW (98 hk) ved 6000 omdr./min.  | 152 Nm ved 3500 omdr./min. | 12,8 sek.  | 170 km/t | 07/2010–06/2018 |
| 1.6 VTi 120        | 4        | 1598 cm³   | 88 kW (120 hk) ved 6000 omdr./min. | 160 Nm ved 4250 omdr./min. | 13,4 sek.  | 177 km/t | 11/2009–04/2016 |
| 1.2 PureTech 110   | 3        | 1199 cm³   | 81 kW (110 hk) ved 5500 omdr./min. | 205 Nm ved 1500 omdr./min. | 12,2 sek.  | 180 km/t | 04/2016–03/2018 |
| Diesel             |          |            |                                    |                            |            |          |                 |
| 1.6 HDi 75 (FAP)*  | 4        | 1560 cm³   | 55 kW (75 hk) ved 4000 omdr./min.  | 185 Nm ved 1500 omdr./min. | 18,3 sek.  | 152 km/t | 05/2008–04/2015 |
| 1.6 HDi 90 (FAP)   | 4        | 1560 cm³   | 66 kW (90 hk) ved 4000 omdr./min.  | 215 Nm ved 1750 omdr./min. | 15,9 sek.  | 160 km/t | 05/2008–07/2010 |
| 1.6 e-HDi 90 (FAP) | 4        | 1560 cm³   | 68 kW (92 hk) ved 4000 omdr./min.  | 230 Nm ved 1750 omdr./min. | 14,3 sek.  | 163 km/t | 07/2010–04/2015 |
| 1.6 HDi 100 (FAP)  | 4        | 1560 cm³   | 73 kW (99 hk) ved 3750 omdr./min.  | 254 Nm ved 1750 omdr./min. | 12,4 sek.  | 166 km/t | 04/2015–06/2018 |
| 1.6 HDi 110 (FAP)  | 4        | 1560 cm³   | 80 kW (109 hk) ved 4000 omdr./min. | 240 Nm ved 1750 omdr./min. | 14,3 sek.  | 173 km/t | 05/2008–07/2010 |
| 1.6 HDi 110 (FAP)  | 4        | 1560 cm³   | 82 kW (112 hk) ved 4000 omdr./min. | 240 Nm ved 1750 omdr./min. | 13,9 sek.  | 173 km/t | 07/2010–03/2012 |
| 1.6 HDi 115 (FAP)  | 4        | 1560 cm³   | 84 kW (114 hk) ved 3600 omdr./min. | 240 Nm ved 1500 omdr./min. | 12,1 sek.  | 173 km/t | 04/2012–04/2015 |
| 1.6 HDi 120 (FAP)  | 4        | 1560 cm³   | 88 kW (120 hk) ved 3500 omdr./min. | 300 Nm ved 1750 omdr./min. | 11,4 sek.  | 174 km/t | 04/2015–06/2018 |

*Fra 2010 med partikelfilter

### Sikkerhed
Det svenske forsikringsselskab Folksam vurderer flere forskellige bilmodeller ud fra oplysninger fra virkelige ulykker, hvorved risikoen for død eller invaliditet i tilfælde af en ulykke måles. I rapporterne Hur säker är bilen? er/var Partner i årgangene 2008 til 2014 klassificeret som følger:
- 2013: Mindst 20 % bedre end middelbilen[7]
- 2015: Mindst 40 % bedre end middelbilen[8]
- 2017: Mindst 20 % bedre end middelbilen[9]
- 2019: Mindst 40 % bedre end middelbilen[10]

## Partner (2018−)
Tredje generation af Partner fås som kassevogn og dobbeltkabine; personbilsudgaven hedder nu Peugeot Rifter. Modellen er identisk med tredje generation af Citroën Berlingo og sælges nu også som Opel Combo og Toyota ProAce City. Alle fire modeller produceres på PSA's fabrik i Vigo, Spanien.
Partner samt søstermodellerne fra Citroën og Opel blev valgt til Årets Varebil i Danmark og Europa 2019.